# Dieter Schmidt (Mediziner, 1939)
Dieter Schmidt (* 1. Juni 1939 in Freiburg im Breisgau) ist ein deutscher Augenarzt.

## Leben
Dieter Schmidt studierte Humanmedizin an der Universität Mainz (1959–1961) und an der Universität Freiburg (1961–1964). Er wurde Mitglied der Burschenschaft Arminia auf dem Burgkeller Jena zu Mainz. Nach Abschluss des medizinischen Staatsexamens schloss sich von 1965 bis 1966 eine zweijährige Medizinalassistententätigkeit in folgenden Krankenhäusern an: Bad Kreuznach (Augenheilkunde), Tuttlingen (Chirurgie), Offenburg (Innere Medizin), Karlsruhe-Rüppurr (Gynäkologie & Geburtshilfe), Freiburg (Neurologie). Seine Dissertation trug den Titel: Über das Elektrokardiogramm bei Druckbelastung des linken Ventrikels, dargestellt am Beispiel der Aortenstenose und Aortenisthmusstenose (1965). Es folgte das amerikanische ECFMG-Examen in Frankfurt am Main (1965). Nach der Approbation als Arzt 1966 war er als Assistenzarzt der Neurologischen Universitätsklinik mit Neurophysiologie in Freiburg (1966–1967), anschließend als Assistenzarzt der Klinik für Augenheilkunde in Freiburg (1967–1975) tätig. Die Facharzt-Anerkennung erfolgte 1971. Die Venia legendi für das Fach Augenheilkunde erhielt er nach der Habilitation 1974. Die Habilitationsschrift lautete Congenitale Augenmuskelparesen. Elektronystagmographische und elektromyographische Untersuchungen. Von 1977 bis 1978 erhielt er ein Stipendium der Deutschen Forschungsgemeinschaft als „Research Fellow“ an der „University of Miami“, Florida. Im Jahr 1980 wurde er zum Universitäts-Professor ernannt. Seine Tätigkeit als Oberarzt der Klinik dauerte von 1973 bis 2004.
Er erhielt 1999 zusammen mit M. Schumacher den „Eleonore und Fritz Hodeige-Preis für innovative, erfolgreiche medizinische Therapien“ der Universitätsklinik der Universität Freiburg.

## Wissenschaftliche Arbeiten
Eine interdisziplinäre Kooperation mit Vertretern anderer medizinischer Fachrichtungen war stets ein Anliegen von Dieter Schmidt. So entstanden gemeinsame Arbeiten mit Kollegen Neurologischer Kliniken der Medizinischen Univ.-Klinik der Univ.-Kinderklinik (Monographie 2008: „Photophobie bei Augenkrankheiten des Kindes- und Jugendalters“) und des Univ.-Instituts für Anatomie.
In den 1970er Jahren befasste sich Dieter Schmidt mit der Diagnostik und Therapie von angeborenen und erworbenen Bewegungsstörungen des Auges (Motilitätsstörungen mit Diplopie, den sakkadischen Bewegungsstörungen, oder Beobachtungen bei Nystagmusformen). Weitere Untersuchungen der Augenmuskelparesen wurden 1977–1978 in Miami fortgesetzt und 1979/1980 publiziert. Der wissenschaftliche Schwerpunkt in den 1980er Jahren betraf die Durchblutungsstörungen des Auges, insbesondere arterielle retinale Erkrankungen, auch in Zusammenhang mit Allgemeinerkrankungen und mit extra- und intrazerebralen vaskulären Störungen. Es erfolgten Laserbehandlungen von retinalen gefäß- und tumorbedingten Erkrankungen: Therapie der Diabetischen Retinopathie und der Angiome der Retina. Arbeiten zu retinalen Erkrankungen zählten zu seinen Forschungsaufgaben. Schmidt befasste sich mit immunologisch hervorgerufenen Erkrankungen, z. B. Myasthenia gravis und Arteriitis temporalis Horton Für Dieter Schmidt bedeuteten Diagnostik und Therapie der Augenveränderungen beim Von-Hippel-Lindau-Syndrom eine besondere Herausforderung, da eine enge Kooperation der Medizinischen Univ.-klinik (Prof. Hartmut Neumann) mit der Univ.-Augenklinik Freiburg zur Diagnostik und Therapie der Erkrankung des Von-Hippel-Lindau-Syndroms besteht. Auf dem Gebiet der Neuroophthalmologie schrieb Schmidt die Buchbeiträge ”Inferior Hemianopia in Parasellar and Pituitary Tumours“ (gemeinsam mit K. Bührmann); „Augenläsionen bei Schädel-Hirn-Traumata“ (2007); „Neuroophthalmologische Befunde bei Schädel-Hirn-Traumata“ (2007). Dieter Schmidt befasste sich zudem mit Augenveränderungen bei Syndromen und ungewöhnlichen Krankheitsbildern. Arbeiten (auch in Kooperation mit dem Anatomischen Institut Freiburg) betrafen den Gefäßverlauf der Orbita, der Retina und des Schädels. Im 21. Jahrhundert beschäftigte sich Schmidt zunehmend mit der Geschichte der Medizin und ist engagiertes Mitglied der Julius-Hirschberg-Gesellschaft.

## Publikationen
Bis zum Beginn des Jahres 2015 publizierte Schmidt 247 Arbeiten zur Augenheilkunde.
(Originalarbeiten: 161, davon 123 Arbeiten als Erstautor; Übersichtsarbeiten und Briefe an Herausgeber: 60; Buchbeiträge oder Monographien: 26).
 Monographien 
- Arteriitis temporalis Horton. Diagnose, Differentialdiagnose, Therapie. Elephas Buchverlag, St. Gallen, Schweiz 1995.
- Angiomatosis retinae als Teilerkrankung des von Hippel-Lindau-Syndroms. Wissenschaftliche Verlagsgesellschaft, Stuttgart 2006.
- Photophobie bei Augenkrankheiten des Kindes- und Jugendalters. Hrsg. J. R. Hirsch, Karlsruhe. Verlag Dr. Köster, Berlin 2008.
- Tipps und Tricks für den Augenarzt. Problemlösungen von A bis Z. Springer Medizin Verlag, Heidelberg 2008.
- Bedeutende Wegbereiter der Medizin. Rombach-Verlag, Freiburg i. Br. 2013.
- Aurel von Szily (1880–1945). Sein wissenschaftliches Gesamtwerk. Internet-Buchveröffentlichung. Shaker Verlag, 2014.

Buchbeiträge (Auswahl)
- mit K. Bührmann: Inferior Hemianopia in Parasellar and Pituitary Tumours. In: J. S. Glaser (Hrsg.): Neuro-Ophthalmology. Vol. 9, C.V. Mosby Comp. St. Louis, USA 1977, S. 236–247.
- Opticus-Sehbahn im Alter. In: Platt: Handbuch der Gerontologie. Band 3: Augenheilkunde. G. Fischer, Stuttgart / New York 1989, S. 226–260.
- Ocular myasthenia. Differences between the Ocular and the Generalized Form of Myasthenia. In: R. Daroff, A. Neetens (Hrsg.): Neurological Organization of Ocular Movement. Chapter 16, 1990, S. 353–380. Kugler & Ghedini, Berkeley, Milano, Amstelveen
- Augenläsionen bei Schädel-Hirn-Traumata. In: Therapieleitfaden Hirnschädigung: Interdisziplinäre Aspekte bei Schädel-Hirn-Traumata und Schlaganfall. UNI-MED Verlag, Bremen / London / Boston 2007, S. 134–142
- Neuroophthalmologische Befunde bei Schädel-Hirn-Traumata. In: Therapieleitfaden Hirnschädigung: Interdisziplinäre Aspekte bei Schädel-Hirn-Traumata und Schlaganfall. UNI-MED Verlag, Bremen / London / Boston 2007, S. 143–152.
- Manz, Wilhelm Johann Baptist. In: F. L. Sepaintner (Hrsg.): Badische Biographien. Neue Folgen, 6, 2011, S. 265–268.